# Fetornik sundajski
Artykuł ten został zgłoszony do umieszczenia na stronie głównej w rubryce „Czy wiesz”.
Pomóż nam go sprawdzić: oceń zgłoszoną nominację.
Fetornik sundajski, teledu (Mydaus javanensis) – gatunek ssaka z podrodziny Myadinae w obrębie rodziny skunksowatych, jeden z dwóch gatunków fetornika. Wyróżniono 3 podgatunki. Ubarwiony brązowoczarno-biało, od większości skunksów różni się krótszym ogonem (3,4–7,5 cm). Długość głowy i tułowia od 37 do 52 cm, masa od 1,4 do 3,6 kg. Posiada gruczoły odbytowe wydzielające cuchnącą wydzielinę, używaną w samoobronie. Zamieszkuje indonezyjskie wyspy. Zasiedla lasy, dobrze radzi sobie w środowiskach zdegradowanych przez człowieka, jak ogrody czy plantacje palmy olejowej. Żywi się głównie owadami i pierścienicami, ale też jajami i pokarmem roślinnym. Nie zagraża mu wyginięcie.

## Budowa

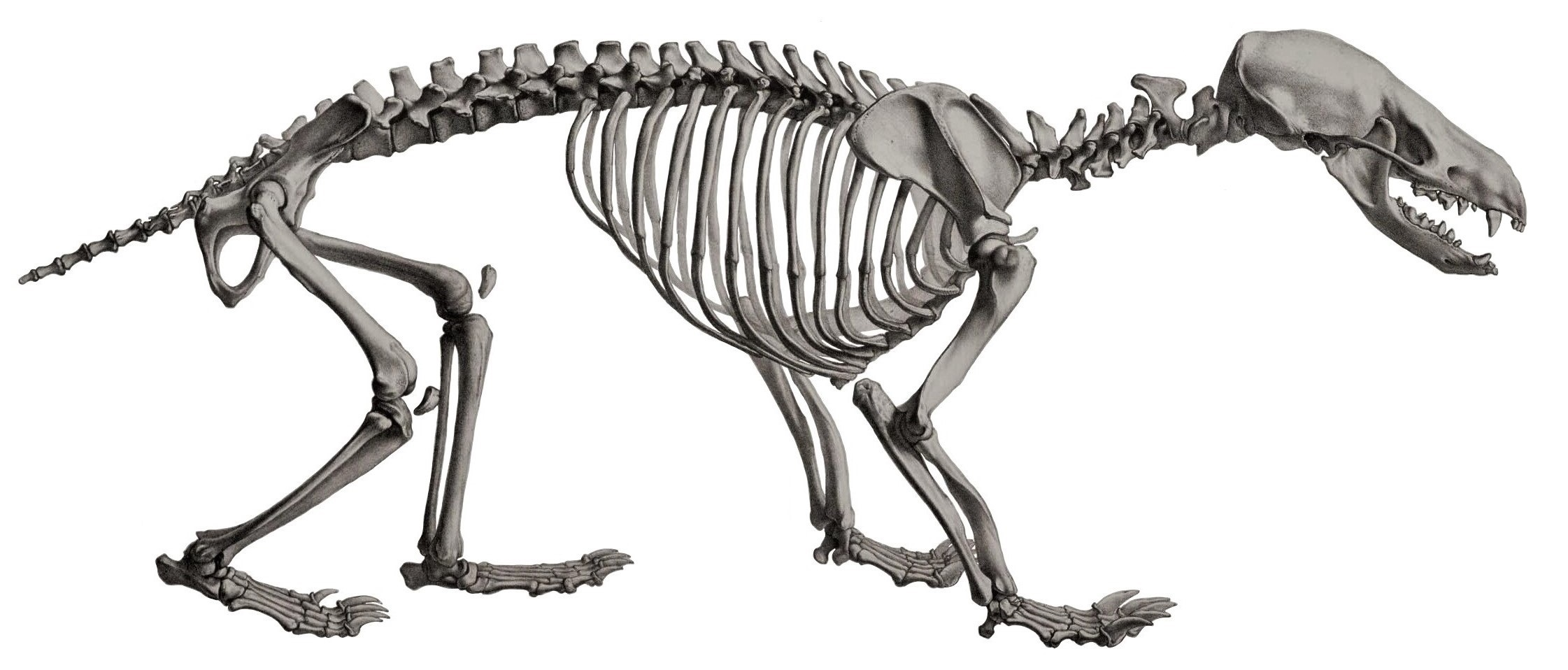
Szkielet

Długość głowy i tułowia fetornika sundajskiego wynosi od 37 do 52 centymetrów, czemu towarzyszy ogon długości od 3,4 do 7,5 cm. Długość tylnych stóp wynosi od 6,4 do 7 cm. Fetorniki mają generalnie krótszy od skunksów ogon, przy czym u fetornika sundajskiego jest on i tak dłuższy niż fetornika palawańskiego, u którego nie przekracza 4,5 cm. Masa ciała fetornika sundajskiego wynosi od 1,4 do 3,6 kilograma, a więc więcej niż u fetornika palawańskiego. Skunksy i skunksowce są większe od fetorników, a skunksiki mniejsze.
Skunksowate cechują się charakterystycznym czarno-białym ubarwieniem, będącym sygnałem ostrzegawczym dla drapieżników. Ubarwienie fetorników nie stanowi tu wyjątku i jest czarnobrązowe. Na głowie widnieje biała plama, podobnie jak u fetornika palawańskiego. Biała pręga biegnie wzdłuż grzbietu do ogona, nie zawsze całkowita. Przedstawia ona dużą zmienność i może być przerywana. Grube, szorstkie futro na grzbiecie robi się cieńsze na bokach i brzuchu. Włosy na grzbiecie mają 3–4 cm długości. Pazury są blade; u przednich łap ich długość wynosi około 2–2,5 cm.
Długi i ruchliwy nos zwierzęcia pokryty jest nielicznym tylko włosiem. Uszy są większe niż u fetornika palawańskiego. Pysk jest długi i zaokrąglony. Puszka mózgowa jest duża. Żuchwę cechuje zakrzywiony wyrostek dziobasty. Wzór zębowy obejmuje po 3 siekacze, pojedynczy kieł, 3 przedtrzonowce oraz jeden ząb trzonowy w szczęce i 2 w połówce żuchwy. Uzębienie mleczne u wszystkich skunksowatych wchłania się jeszcze przed porodem, a uzębienie stałe wyżyna się jeszcze w trakcie karmienia mlekiem.
Tułów jest dość korpulentny. W okolicy piersiowej występują dwie pary gruczołów mlekowych. Kolejna leży w okolicy pachwinowej. W okolicy odbytu znajdują się dobrze rozwinięte gruczoły zapachowe, będące cechą charakterystyczną rodziny skunksowatych, znanej z wyjątkowo śmierdzącej wydzieliny o długo utrzymującym się zapachu, bogatej w związki siarki. Wydzielina gruczołów odbytowych fetornika sundajskiego ma kolor bladozielony. 
Ogon jest dłuższy niż u fetornika palawańskiego. 
Ciało wspierają krótkie, silne kończyny. 

## Systematyka

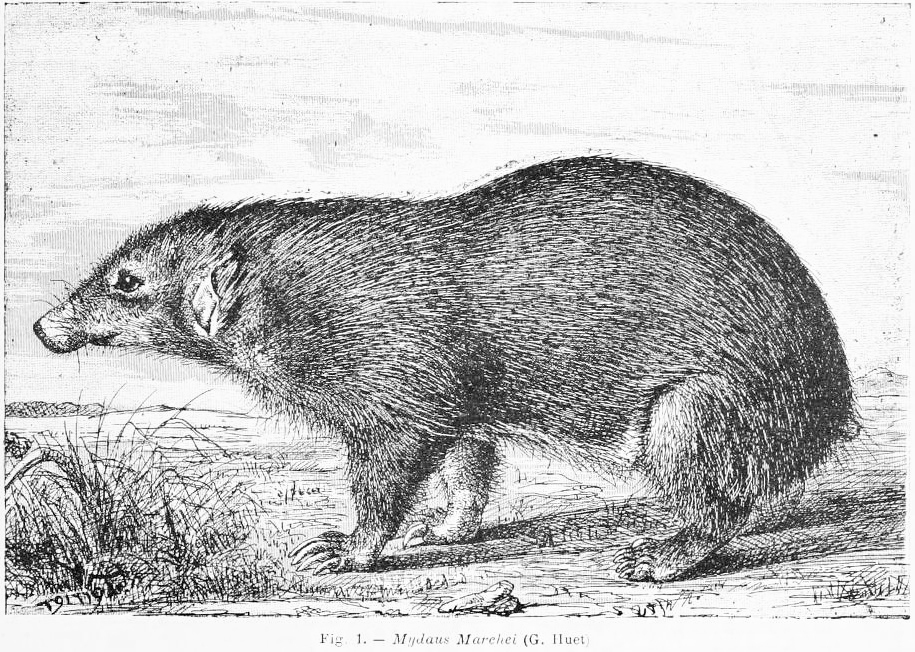
Fetornik sundajski jest jednym z dwóch gatunków fetornika obok widocznego wyżej fetornika palawańskiego

Gatunek po raz pierwszy zgodnie z zasadami nazewnictwa binominalnego opisał w 1820 roku w francuski zoolog Anselme Gaëtan Desmarest, umieszczając nowo opisany takson w rodzaju Mephitis i nadając mu epitet gatunkowy javanensis. Opis ukazał się w publikacji Teriologia, czyli opis gatunków ssaków. Miejsce typowe to wyspa Jawa (fr. l’île de Java), w Indonezji. Okazy typowe (dwie wypchane skóry) pochodziły z kolekcji Muzeum Historii Naturalnej w Paryżu. Niegdyś zaliczano go do rodziny łasicowatych.
Obecnie fetornika sundajskiego nie zalicza się już do rodzaju Mephitis, czyli skunks. Nie zalicza się go nawet do podrodziny Mephitinae, ale do podrodziny Myadinae. Podrodzina ta zawiera jeden obecnie występujący rodzaj Mydaus, czyli fetornik, rodzaj ten obejmuje dwa gatunki, mianowicie fetornika sundajskiego i fetornika palawańskiego. 
Autorzy Illustrated Checklist of the Mammals of the World rozpoznają trzy podgatunki. Podstawowe dane taksonomiczne podgatunków (oprócz nominatywnego) przedstawia poniższa tabelka:
| Podgatunek    | Oryginalna nazwa | Autor i rok opisu | Miejsce typowe                                  | Holotyp |
| ------------- | ---------------- | ----------------- | ----------------------------------------------- | --- |
| M. j. lucifer | Mydaus lucifer   | O. Thomas, 1902   | Ląd stały w pobliżu Labuan, Borneo.             | Samica (sygnatura BMNH:Mamm:1876.9.20.10) ze zbiorów Muzeum Historii Naturalnej w Londynie; okaz zebrał w 1876 roku brytyjski przyrodnik i administrator kolonialny Hugh Low |
| M. j. ollula  | Mydaus ollula    | O. Thomas, 1902   | Sinubing i góra Ranai, Natuna Besar, Indonezja. | Dorosła samica (sygnatura BMNH:Mamm:1895.11.8.10) ze zbiorów Muzeum Historii Naturalnej w Londynie; okaz typowy zebrał w lipcu 1894 roku brytyjski oficer Ernest Hose        |

### Etymologia
- Mydaus: gr. μυδάω mydao ‘być wilgotnym lub mokrym’, od μυδος mydos ‘wilgotny’[25].
- javanensis: Jawa, Indonezja[26].
- lucifer: łac. lucifer ‘niosący światło’, od lux, lucis ‘światło’; -fera ‘noszący’, od ferre ‘nosić’[27].
- ollula: łac. ollula ‘mały garnek’[28], od olla ‘garnek, słoik’[28]; przyrostek zdrabniający -ulus-a-um[29].

## Tryb życia
Aktywność fetornika sudańskiego przypada na noc. W dzień ma on w zwyczaju ukrywać się w wykopywanych samodzielnie podziemnych norach lub używać nor innych zwierząt. Długość używanej przez fetornika nory wynosi 60 cm. Zwierzę wykazuje aktywność przez cały rok. 
Nie migruje. Nie wiadomo, jak wielki teren zajmuje fetornik sundajski. Podejrzewa się, że może on żyć w parach, co jest dość nietypowe dla większości bardziej samotnych skunksowatych.
Fetornik sundajski nie należy do zwierząt, które można bezpiecznie brać na ręce. Zaniepokojony wpierw ujada i próbuje gryźć. Podnosi też ogon, odsłaniając okolicę odbytu, gdzie znajdują się gruczoły odbytowe wydzielające śmierdzący płyn. Ich wydzielina służy obronie zwierzęcia przed drapieżnikami. Miejscowa ludność zgłaszała, że może ona oślepić psa, a nawet doprowadzić go do asfiksji. Opowiadano o ludziach tracących świadomość na skutek kontaktu z wydzieliną fetornika sundajskiego. 

### Cykl życiowy
Miot liczy zwykle 2–3 młode, przychodzące na świat w norze. Ssą one następnie piersi matki. 
Pokolenie trwa 4,75 roku.

## Rozmieszczenie geograficzne

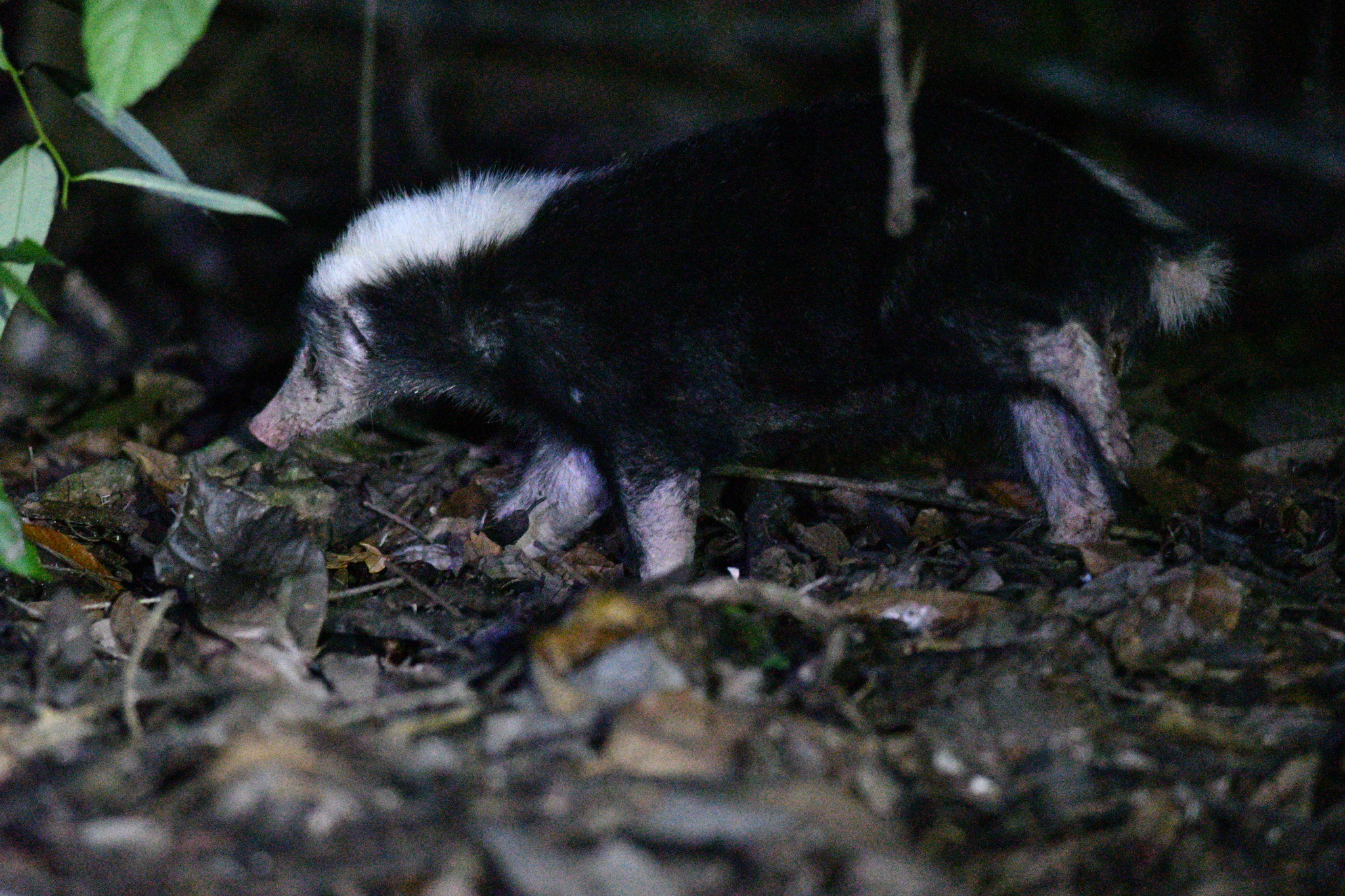
Podgatunek lucifer żyje na Borneo

Zwierzę notowano w Indonezji i Malezji. Jego obecność w Brunei jest niepewna. Podgatunek nominatywny zamieszkuje wyspy Jawę i Sumatrę. Podgatunek lucifer żyje na Borneo (wschodni i północny Kalimantan, Sabah, Sarawak). Podgatunek ollula zamieszkuje znacznie mniejsze indonezyjskie wyspy Natuna Besar i inne Wyspy Natuna. Występuje jednak wyspowo, zwłaszcza na Borneo, z powodów nieznanych.
Gatunek żyje na wysokości do 2200 m nad poziomem morza.

## Ekologia
Zwierzę łatwo adaptuje się do środowiska. Siedliskiem fetornika sundajskiego są lasy pierwotne i wtórne, jak i tereny otwarte blisko lasów. Zamieszkuje on zarówno tereny niżej położone, jak i góry. Sięga on powyżej 2100 m powyżej poziomu morza. Na Borneo spotykano go w jaskiniach. Potrafi również kopać sobie nory w ziemi. Spotyka się go w lasach zniszczonych przez człowieka i na plantacjach palmy olejowej, a także w ogrodach leżących blisko lasów. W Sarawak znaleziono go na uprawie pieprzu. Sięga przynajmniej 4 km od brzegu lasu.
W Sabah fetornik sundajski należy do najczęściej obserwowanych w kamerach-pułapkach zwierząt, m.in. umieszczonych blisko lizawek solnych, podobnie pospolity jest na zachodzie Jawy. Osiąga jednak niewielkie zagęszczenie populacji, występuje też wyspowo. Może to zależeć od dostępności pokarmu, jakości gleby i polowań.

### Interakcje międzygatunkowe
Fetorniki są wszystkożercami. Żywią się owadami i pierścienicami. Zjadają jaja. Nie gardzą też padliną. Dietę uzupełniają pokarmem roślinnym. W niewoli prócz owadów i pierścienic fetorniki zjadały proponowane im wnętrzności kurczaków. Szukający pożywienia fetornik sundajski ryje w ziemi pyskiem i pazurami. Żerując, skunksowate w największym stopniu posługują się węchem, wzrok mają bowiem gorszy, choć przystosowany do nocnego widzenia.
Na fetorniki sundajskie mogą polować wiwery malajskie (Viverra tangalunga), wiwerki malajskie (Viverricula indica) czy zdziczałe koty domowe (Felis catus). Fetorniki potrafią udawać zgon, by zmylić drapieżnika. Mogą również występować pasożyty zewnętrzne, takie jak kleszcze z gatunków Haemaphysalis hystricus, Haemaphysalis koningsbergeri i Ixodes spinacoxalis.

## Zagrożenia i ochrona

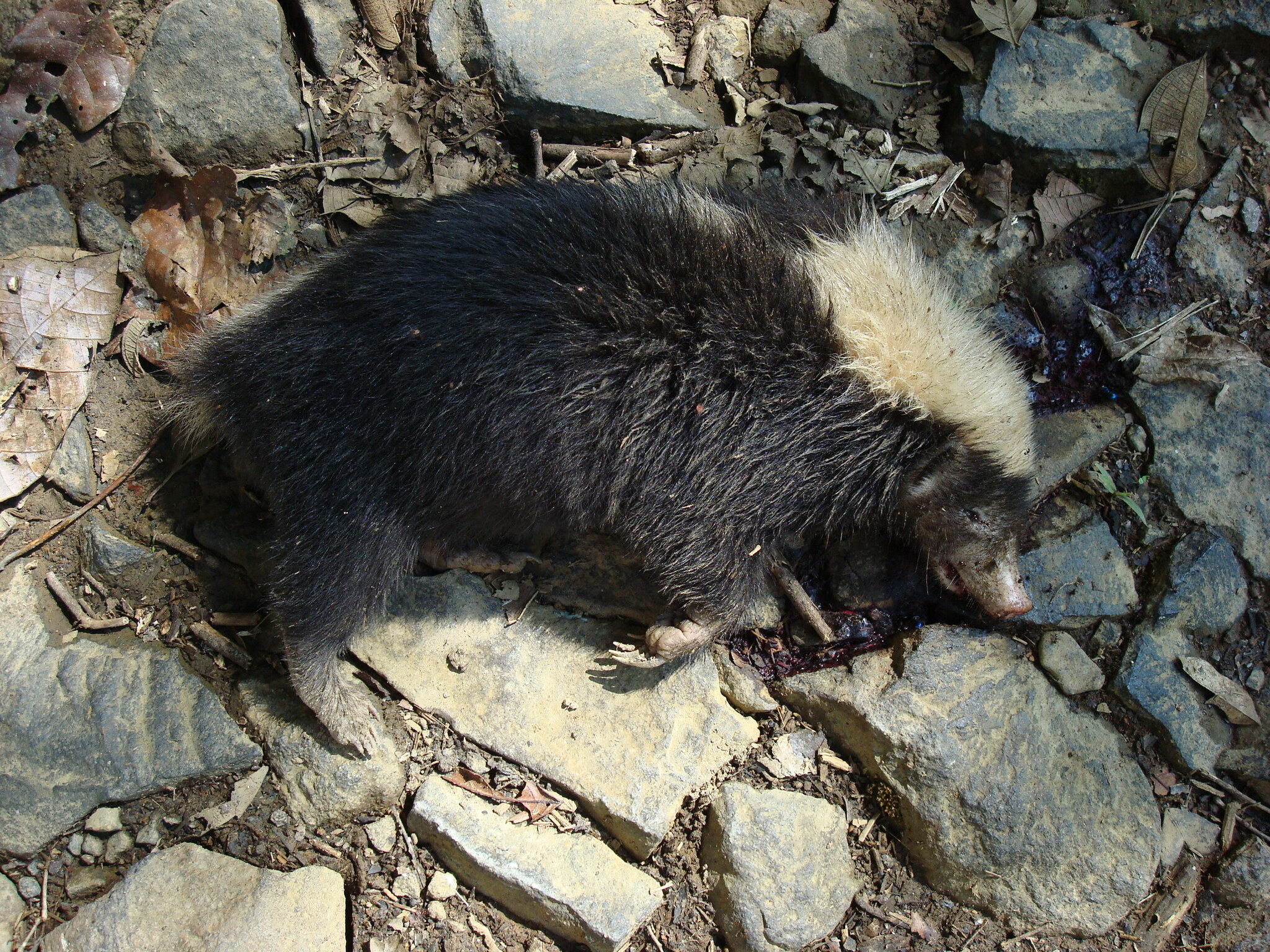
W Kabupaten Subakumi

IUCN uznaje fetornika sundajskiego za gatunek najmniejszej troski. Po raz pierwszy rozpoznano go w 1996, wtedy jeszcze jako gatunek niższego ryzyka / najniższej troski, klasyfikację powtórzono w 2008 z obecną już nazwą, i w 2015. IUCN uzasadnia to szerokim zasięgiem występowania. W przeszłości gatunek mógł zmniejszać liczebność, ale nie w ciągu ostatnich 14 lat przed rzeczoną oceną. Niegdyś występował na szerszych obszarach niż obecnie. Na początku XX wieku spotykano go w środkowym Kalimantanie. Zwierzę radzi sobie w siedliskach zmodyfikowanych ręką ludzką, jak w zdegradowanych lasach czy na plantacjach palmy olejowej, tak więc nie zagraża mu postępujące w Indonezji wylesianie. Niemniej w przeszłości polowano na niego, uznawano go bowiem za zwierzę jadalne. W efekcie mógł zniknąć z pewnych obszarów. Obecnie na Jawie wydzielinę gruczołów analnych stosuje się do wyrobu perfum, podobnie czynili w przeszłości władcy Jawy. Dalej na pewnych wiejskich terenach się go jada, wcześniej usuwając śmierdliwe gruczoły. Zeskrobaną skórę w wodzie stosuje się na gorączkę i reumatyzm. Miejscowa ludność uważa go za szkodnika plantacji, który na nich kopie, dlatego jest zabijany. Obecnie jednak występuje on blisko siedzib ludzkich, więc polowania raczej mu nie zagrażają.
Liczebność populacji utrzymuje się na stabilnym poziomie.
Podlega ochronie w Sabah, ale nie w Sarawak. Zasiedla liczne tereny chronione, takie jak Park Narodowy Gunung Gede Pangrango czy Park Narodowy Bukit Barisan Selatan. Nie wymaga wzmożenia działań na rzecz jego ochrony.